# يوشيهيتو إيزوكا
يوشيهيتو إيزوكا (باليابانية: 飯塚 欣士) (مواليد 7 مايو 2001) هو لاعب كرة قدم ياباني.

## وصلات خارجية
- يوشيهيتو إيزوكا على موقع رابطة كرة القدم اليابانية للمحترفين (اليابانية)
- يوشيهيتو إيزوكا على موقع قاعدة بيانات كرة القدم.إي يو (الإنجليزية)
- يوشيهيتو إيزوكا على موقع Soccerway.com (الإنجليزية)